# Urban Hydrology
Az Urban Hydrology Fernanda D’Agostino tizenkét darabból álló alkotása, melyet 2009-ben helyeztek ki az Amerikai Egyesült Államok Oregon államának Portland városában, a Portland Transit Mall mentén.
A 150×150×30 centiméteres alkotásokra növényeket is helyeztek. Formájuk a kovamoszatoknak a vízminőség elektronmikroszkópos vizsgálatakor készült fotóira emlékeztet. A 84 ezer dolláros projekt a TriMet megrendelésére, a Portlandi Állami Egyetem és a portlandi vízszolgáltató közreműködésével készült; fenntartója a Regionális Művészeti és Kulturális Tanács.

## Fordítás
- Ez a szócikk részben vagy egészben  az   Urban Hydrology című angol Wikipédia-szócikk ezen változatának fordításán alapul.  Az eredeti cikk szerkesztőit annak laptörténete sorolja fel. Ez a jelzés csupán a megfogalmazás eredetét és a szerzői jogokat jelzi, nem szolgál a cikkben szereplő információk forrásmegjelöléseként.